# Previsão de demanda
A previsão de demanda constitui-se em um processo racional de busca de informações sobre o valor das vendas futuras de um item ou de um conjunto de itens.
Martins e Laugeni (2006) definem previsão de demanda como sendo um processo metodológico baseado em dados estatísticos, matemáticos ou econômicos diretamente ligados a resultados futuros.
As previsões de demanda são essenciais para as organizações, pois servem de ponto de partida para diversos controles, como planejamento do fluxo de caixa, planejamento da produção e vendas, controle de estoques e compras. Uma boa previsão de demanda pode proporcionar à empresa uma vantagem competitiva, visto que sua utilização auxilia na tomada de decisão.
Os métodos de previsão de demanda apresentam algumas características comuns, como análise dos comportamentos do passado podem refletir o futuro e a exatidão de previsões diminui com o aumento do horizonte de planejamento.
Um modelo de previsão deve seguir algumas etapas para que seu resultado seja o mais satisfatório possível, que são:
- identificação do objetivo do modelo que será aplicado;
- coleta e análise dos dados;
- seleção da técnica de previsão;
- obtenção das previsões;
- monitoramento do modelo.

## Erros de previsão
Previsões de demanda não são isentas de erros. Quanto mais distantes no tempo, maior a possibilidade de distorções. A coleta dos dados e a escolha da técnica para a devida previsão são fundamentais para identificar para maior possibilidade de acertos.
Corrêa e Corrêa (2009) citam dois tipos de erros: a amplitude ou tamanho dos erros e o viés dos erros, que ocorre quando os erros acontecem tendenciosamente para um lado só. Além disto, o erro pode ser classificado como erro sistemático ou erro aleatório. Os erros sistemáticos são equívocos que ocorrem no resultado da previsão de demanda (a previsão ou é muita alta ou baixa). Já para os erros aleatórios resultam de fatores imprevisíveis e o resultado da previsão se torna diferente da demanda real.

## Tipos de previsão de demanda
Existem vários métodos para a elaboração das previsões, desde meras estimativas intuitivas até modelos sofisticados que utilizam avançadas técnicas com algoritmos computacionais. A literatura tem classificado os modelos de previsão segundo dois grandes grupos: métodos qualitativos e métodos quantitativos.

### Quantitativos
As técnicas quantitativas dividem-se em dois grupos principais: séries temporais e modelos causais. As técnicas de séries temporais utilizam dados históricos de demandas como base para determinação de padrões que podem se repetir no futuro. Exemplos de técnicas de séries temporais são as médias móveis, o alisamento exponencial e a decomposição de séries temporais. Já os modelos causais buscam relacionar as demandas (variável dependente) com outros fatores tais como PIB, inflação, clima, perfil de população, denominadas variáveis independentes. Para isso são utilizadas técnicas de regressão linear e não-linear.

### Qualitativos
Moreira (2002) cita quatro tipos de previsão qualitativa: opiniões de executivos; opinião da força de vendas; pesquisas junto a consumidores; e método Delphi. Este último, consiste na reunião de um grupo de pessoas que deve opinar sobre vendas, dentro de regras para a coleta e tabulação das opiniões e, principalmente, extração de conclusões.
Para Corrêa e Corrêa (2009, p.166) “os métodos qualitativos incorporam mais fatores de julgamento e intuição, em geral mais subjetivos, nas análises de dados disponíveis”.
Os modelos de previsão qualitativos são basicamente subjetivos. Estes modelos de baseiam no julgamento e na opinião de alguém para fazer a previsão. É indicada a utilização desses modelos quando existem poucos dados históricos disponíveis ou ainda, quando os especialistas têm inteligência e conhecimento de mercado, crucial para poder efetuar previsões .

### Mistos
Visando aumentar a acurácia das previsões, utiliza-se a combinação de diferentes técnicas, sendo possível identificar diversos modelos que contribuam para a previsão desejada e combinar os resultados obtidos, ponderando os métodos de maneira adequada, de forma a diminuir os erros de previsões. 

## Previsão de demanda de estoque
A previsão de demanda auxilia na otimização dos investimentos, pois prevendo a quantidade de material necessário, diminui-se gastos com estocagem, transporte, pedidos, etc. Se por um lado, o excesso de estoque significa dinheiro parado, por outro, a falta de estoque significa perda de vendas.
As quantidades de material para ressuprimento de estoques são obtidos por meio da quantidade de demanda necessária, ou seja, mediante a quantidade vendida e, por intermédio desta quantidade vendida que se terá a demanda e a quantidade a ser pedida. Dessa forma, para conseguir que a demanda seja suprida, é necessária uma quantidade correta a ser pedida, de modo a prover as necessidades do departamento de vendas, ao mesmo tempo em que não exceda a demanda e o produto não fique em estoque, gerando despesas de estocagem e utilizando recursos financeiros que ficarão parados. A maneira mais eficaz e mais utilizada para que consumo e fornecimento caminhem juntos é previsão a de demanda, vendas, ressuprimento ou conforme a empresa preferir denominar .
Tubino (2000) sugere dois modelos de controle de estoques. No primeiro modelo, o pedido de reposição é feito quando o estoque de material atinge uma quantidade determinada, suficiente apenas para garantir a demanda até a chegada do novo lote. O cálculo deste ponto de disparo de pedido é baseado na taxa de demanda e no tempo de ressuprimento deste material. No segundo modelo, em lugar de se monitorar as quantidades, monitora-se o tempo entre revisões. Esse tempo entre cada revisão é determinado, por exemplo, pela data em que é realizado o inventário periódico dos estoques, ou quando é conveniente agrupar os itens por fornecedor a fim de obter descontos por quantidade comprada ou economia no preço do frete.

### Modelo horizontal
Este modelo tem como característica pouca oscilação de consumo ao longo do tempo, configurando um histórico de consumo regular, conforme Dias (2008).
A demanda caracterizada por um padrão horizontal pode ser modelada através do cálculo de médias móveis simples ou ponderadas. O modelo da média móvel simples estima apenas a média aritmética dos valores observados em uma janela de tempo definida pelo usuário para se obter uma previsão para o próximo período. Assim que um período novo for calculado, este substituirá o período mais antigo .

### Modelo de Média móvel
O método da Média Móvel é um modelo muito utilizado nas empresas em geral, por ser extremamente simples e necessitar de poucos dados históricos. O modelo de previsão de demanda da Média Móvel considera a média aritmética de “n” períodos anteriores, de modo a suavizar a previsão. Conforme um novo valor é incorporado à série, o valor mais antigo é descartado.
A média móvel usa dados de um número predeterminado de períodos, normalmente os mais recentes, para gerar sua previsão. A cada novo período se substitui o dado mais antigo pelo mais recente .
A média móvel atribui maior peso aos períodos mais recentes. A escolha do número de períodos a serem usados na média influencia os resultados obtidos: se ele for muito pequeno, a previsão sofrerá grandes flutuações, ao contrário, se ele for muito alto a média será muito estável e as tendências recentes não serão detectadas.
Uma desvantagem observada por esta forma de previsão seria a tendência de repetição dos valores ou convergência nos períodos seguintes, o que pode denotar imprecisão, segundo Dias (2008).

### Modelo sazonal de evolução do consumo
O modelo sazonal representa o crescimento e o decrescimento da demanda, além das variações em épocas recorrentes da série histórica de dados.
Segundo Martins e Laugeni (2006 ,p. 243):
Para desenvolver o método, deve-se determinar a média de consumo em cada ano e os coeficientes de sazonalidade para cada período de sazonalidade ao longo dos anos. Com esses valores, determina-se o coeficiente médio de sazonalidade de cada período de cada ano. Após esse calculo, projeta-se a demanda global para o ano previsto e a média de consumo para cada período de sazonalidade, por meio de um método de previsão. A média prevista de consumo em cada período da sazonalidade multiplicada pelo coeficiente médio de sazonalidade de cada período do ano resulta na previsão da demanda de consumo.
Neste modelo são previstas oscilações regulares, positivas ou negativas. Considera-se sazonal quando as oscilações do consumo médio chegam a 25% para mais ou para menos e quando aparece condicionado a determinadas causas.

### Modelo de ponto de reposição
Este modelo, também conhecido como modelo de reposição contínua, sugere a reposição baseando-se nas quantidades em estoque após cada saída. O nível do estoque é constantemente comparado com o valor definido para o ponto de pedido e, quando o nível se iguala ou fica abaixo desse valor, uma reposição é ordenada. O tamanho do lote de reposição geralmente é fixo e calculado pelo modelo do lote econômico .

### Modelo de estoque base
O modelo do estoque base é um caso particular da reposição pelo ponto de pedido, pois o estoque base representa a quantidade máxima a ser mantida em estoque, cujo nível deve ser continuamente controlado para gerar pedidos sempre que estiver abaixo do valor escolhido para o estoque base. Cada saída gera um pedido e, assim, a posição de estoque fica constante (base). Este modelo é aplicado a produtos de alto valor e baixa demanda (algumas unidades) .

### Modelo de revisão contínua
Esse modelo consiste em estabelecer um nível fixo de reposição, que sempre ao ser atingido, dispara um novo pedido de tamanho pré-definido, chegando o pedido após o lead time de ressuprimento .
O benefício deste modelo é de a quantidade de pedido ser constante e poder ser estabelecida de acordo com o lote econômico de compra, porém a frequência de pedidos depende da variação da taxa de demanda. Portanto, o estoque disponível sofre ação da demanda, e a verificação do nível de estoque deve ser contínua, visto que o mesmo é comparado com o ponto de reposição .

### Modelo de revisão periódica
Nesse modelo os níveis de estoque são verificados em intervalos regulares de tempo. De acordo com Slack, Chambers e Johnston (2002), essa abordagem caracteriza-se por ser mais simples, mas sacrifica o uso de uma quantidade de pedido fixa (e ótima).
No método do ponto de ressuprimento, apenas as flutuações da demanda durante o prazo de entrega são importantes no cálculo do estoque de segurança, ao passo que no modelo de revisões periódicas há a necessidade de se criar uma proteção contra as flutuações da demanda durante o intervalo entre os pedidos além daquelas ocorridas durante o lead time de entrega .

### Modelo de quantidade fixa de reposição
O modelo de estoque com quantidade fixa de reposição de pedido consiste em um modelo independente de gerenciamento de itens da demanda em que um pedido de uma quantidade específica é efetuado sempre que o estoque disponível somado aos pedidos atingem um nível predeterminado de repetição de pedido.